# Camembert Electrique
Camembert Electrique je druhé studiové album skupiny Gong, vydané v říjnu 1971 u vydavatelství BYG Actuel. Nahráno bylo na zámku Château d'Hérouville v obci Hérouville od června do září 1971 a jeho producentem byl Pierre Lattès.

## Seznam skladeb
| Pořadí         | Název                                                     | Autor                          | Délka |
| -------------- | --------------------------------------------------------- | ------------------------------ | ----- |
| 1.             | Radio Gnome Invisible                                     | Daevid Allen                   | 0:26  |
| 2.             | You Can't Kill Me                                         | Allen                          | 6:23  |
| 3.             | I've Bin Stone Before“ / „Mister Long Shanks“ / „O Mother | Allen                          | 4:53  |
| 4.             | I Am Your Fantasy                                         | Gilli Smyth, Christian Tritsch | 3:41  |
| 5.             | Dynamite“ / „I Am Your Animal                             | Smyth, Tritsch                 | 4:32  |
| 6.             | Wet Cheese Delirium                                       | Allen                          | 0:29  |
| 7.             | Squeezing Sponges Over Policemen's Heads                  | Allen                          | 0:13  |
| 8.             | Fohat Digs Holes in Space                                 | Allen, Smyth                   | 6:24  |
| 9.             | And You Tried So Hard                                     | Tritsch, Allen                 | 4:39  |
| 10.            | Tropical Fish“ / „Selene                                  | Allen                          | 7:36  |
| 11.            | Gnome the Second                                          | Allen                          | 0:26  |
| Celková délka: | Celková délka:                                            | Celková délka:                 | 39:36 |

## Obsazení
- Daevid Allen (Bert Camembert) – kytara, zpěv, baskytara
- Gilli Smyth (Shakti Yoni) – zpěv, hlasy
- Didier Malherbe (Bloomdido Bad De Grass) – saxofon, flétna
- Christian Tritsch (Submarine Captain) – baskytara, kytara
- Pip Pyle – bicí